# Campeonato Nacional de Interligas 2013-14
El Campeonato Nacional de Interligas de la temporada 2013/14 fue la 39.ª edición del máximo evento a nivel de selecciones de fútbol de las federaciones del interior de Paraguay. En esta edición participaron 29 ligas. El torneo (etapa inter-departamental) inició el 22 de noviembre de 2013 y la definición por el título se dio el 14 de febrero de 2014. La Liga Social Cultural y Deportiva Liberación, del Distrito Liberación del San Pedro, se coronó campeona por primera vez en su historia

## Sistema de competición
Consiste en dos fases, la primera se conforman llaves donde los mejores clasifican a la siguiente fase y la segunda fase es la fase de eliminación directa.

## Primera fase
En la primera fase 29 ligas fueron divididas en 13 llaves de 2 equipos y 1 de 3 equipos, ordenados de acuerdo a la proximidad geográfica. Esta fase se disputó por puntos a través de encuentros de ida y vuelta, (con excepción de la llave 11, donde solo se disputó la ida, a fin de que todos los participante de la Fase tengan el mismo número de partidos disputados,) donde los ganadores de cada llave, más el segundo del grupo con 3 equipos, más el equipo eliminado con mejor participación, clasificaron a la Segunda Fase. Siendo un total de 16 equipos.
Criterios de Desempate
Si los equipos terminan sus partidos empatados en puntos se ejecutarán penales para definir al equipo mejor ubicado en la llave. No se tendrá en cuenta el saldo de goles.
En el caso de la llave 11, donde solo se disputó la ida. El Criterio de Desempate es el siguiente:
- Mejor diferencia de goles en todos los partidos de grupo.
- Mayor número de puntos obtenidos en los partidos jugados entre los equipos en cuestión.
- Mejor diferencia de goles producto de los partidos jugados entre los equipos en cuestión.
- Mayor número de goles marcados en los partidos jugados entre los equipos en cuestión.
- Sorteo.

## Segunda fase
En total 16 equipos clasificaron a esta Fase. Los mismos se eliminaron en partidos de ida vuelta donde luego de 4 rondas se conoció al Campeón del Torneo.
Criterios de Desempate
Si los equipos terminan sus partidos empatados en puntos se ejecutarán penales para definir al equipo mejor ubicado en la llave. No se tendrá en cuenta el saldo de goles.

### Octavos de final
Los 16 equipos clasificados jugarán los octavos de final formándose en 8 llaves de 2 equipos cada uno, ordenados de acuerdo a la proximidad geográfica, quienes disputarán partidos de ida y vuelta.

### Cuartos de final
Los 8 equipos clasificados en octavos de final jugarán los cuartos de final, formándose 4 llaves de 2 equipos cada uno, ordenados de acuerdo a la proximidad geográfica, quienes disputarán partidos de ida y vuelta.

### Semifinales
Los 4 equipos clasificados en cuartos de final jugarán las semifinales, formándose 2 llaves de 2 equipos cada uno, ordenados de acuerdo a la proximidad geográfica, quienes disputarán partidos de ida y vuelta.

### Final
Los 2 equipos clasificados en semifinales jugarán la final, formándose 1 llave donde disputarán partidos de ida y vuelta por el título de campeón.

## Equipos participantes
| Departamento     | Ciudad                                                                             | Equipo                                                                                                 | Vía de Clasificación |
| ---------------- | ---------------------------------------------------------------------------------- | --- | --- |
| Concepción       | Concepción Horqueta                                                                | Liga Concepcionera de Fútbol Liga Horqueteña de fútbol                                                 | Participación en el Nacional B 2013 Campeón del Torneo Interligas de Concepción 2013                                                                                      |
| San Pedro        | Liberación Capiibary                                                               | Liga Social Cultural y Deportiva Liberación Liga Deportiva Capiibary                                   | Campeón del Torneo Interligas de San Pedro 2013 Vicecampeón del Torneo Interligas de San Pedro 2013                                                                       |
| Cordillera       | Arroyos y Esteros Caraguatay                                                       | Liga Arroyense de Fútbol Liga Caraguatay de Deportes                                                   | Campeón del Torneo Interligas de Cordillera 2013 Vicecampeón del Torneo Interligas de Cordillera 2013                                                                     |
| Guairá           | Villarrica Paso Yobai Independencia                                                | Liga Guaireña de Fútbol Liga Deportiva Paso Yobai Liga Independencia de Fútbol                         | Participación en el Nacional B 2013 Campeón del Torneo Interligas de Guairá 2013 Vicecampeón del Torneo Interligas de Guairá 2013                                         |
| Caaguazú         | Doctor J. Eulogio Estigarribia Coronel Oviedo San José de los Arroyos 3 de febrero | Liga Deportiva Campo 9 Liga Ovetense de Fútbol Liga Sanjosiana de Deportes Liga Deportiva 3 de Febrero | Participación en el Nacional B 2013 Participación en el Nacional B 2013 Campeón del Torneo Interligas de Caaguazú 2013 Vicecampeón del Torneo Interligas de Caaguazú 2013 |
| Caazapá          | Caazapá                                                                            | Liga Caazapeña de Fútbol                                                                               | Campeón del Torneo Interligas de Caazapá 2013 |
| Itapúa           | Encarnación San Cosme y Damián                                                     | Liga Encarnacena de Fútbol Liga Sancosmeña de Deportes                                                 | Campeón del Torneo Interligas de Itapúa 2013 Vicecampeón del Torneo Interligas de Itapúa 2013                                                                             |
| Misiones         | San Juan Bautista                                                                  | Misionera del Sur                                                                                      | Campeón del Torneo Interligas de Misiones 2013 |
| Paraguarí        | Pirayú Paraguarí                                                                   | Liga Pirayuense de Deportes Liga Regional de Fútbol Paraguarí                                          | Campeón del Torneo Interligas de Paraguarí 2013 Vicecampeón del Torneo Interligas de Paraguarí 2013                                                                       |
| Alto Paraná      | Juan León Mallorquín                                                               | Liga Kaarendy de Fútbol                                                                                | Campeón del Torneo Interligas de Alto Paraná 2013 |
| Central          | Itauguá Luque                                                                      | Liga Itaugüeña de Fútbol Liga Luqueña de Fútbol                                                        | Campeón del Torneo Interligas de Central 2013 Vicecampeón del Torneo Interligas de Central 2013                                                                           |
| Ñeembucú         | Pilar Alberdi                                                                      | Liga Pilarense Liga Alberdeña de Fútbol                                                                | Participación en el Nacional B 2013 Campeón del Torneo Interligas de Ñeembucú 2013                                                                                        |
| Amambay          | Pedro Juan Caballero                                                               | Liga Deportiva del Amambay                                                                             | Campeón del Torneo Interligas de Amambay 2013 |
| Canindeyú        | Nueva Esperanza                                                                    | Liga Deportiva Nueva Esperanza                                                                         | Campeón del Torneo Interligas de Canindeyú 2013 |
| Presidente Hayes | Nanawa                                                                             | Liga Regional Deportiva Doctor José G. Rodríguez de F.                                                 | Campeón del Torneo Interligas de Presidente Hayes 2013 |
| Alto Paraguay    | Fuerte Olimpo                                                                      | Liga Olimpeña de Fútbol                                                                                | Campeón del Torneo Interligas de Alto Paraguay 2013 |
| Boquerón         | Mariscal Estigarribia                                                              | Liga Deportiva Boquerón                                                                                | Campeón del Torneo Interligas de Boquerón 2013 |

## Primera fase
Los días en que disputaron las fechas, están señaladas a continuación:
- Fecha 1: 22 de noviembre
- Fecha 2: 29 de noviembre
- Fecha 3: 6 de diciembre

|  |  |

### Llave 1
| Equipo                     | Pts | PJ | PG | PE | PP | GF | GC | DG |
| -------------------------- | --- | -- | -- | -- | -- | -- | -- | -- |
| Concepcionera (p)          | 3   | 2  | 1  | 0  | 1  | 2  | 5  | -3 |
| Liga Deportiva del Amambay | 3   | 2  | 1  | 0  | 1  | 5  | 2  | 3  |

| Fecha 1 | Liga Deportiva del Amambay | 4 - 0 | Concepcionera              |
| Fecha 2 | Concepcionera              | 2 - 1 | Liga Deportiva del Amambay |

### Llave 2
| Equipo     | Pts | PJ | PG | PE | PP | GF | GC | DG |
| ---------- | --- | -- | -- | -- | -- | -- | -- | -- |
| Liberación | 6   | 2  | 2  | 0  | 0  | 3  | 1  | 2  |
| Horqueta   | 0   | 2  | 0  | 0  | 2  | 1  | 3  | -2 |

| Fecha 1 | Liberación | 2 - 1 | Horqueta   |
| Fecha 2 | Horqueta   | 0 - 1 | Liberación |

### Llave 3
| Equipo        | Pts | PJ | PG | PE | PP | GF | GC | DG |
| ------------- | --- | -- | -- | -- | -- | -- | -- | -- |
| Liga Olimpeña | 4   | 2  | 1  | 1  | 0  | 3  | 2  | 1  |
| Boquerón      | 1   | 2  | 0  | 1  | 1  | 2  | 3  | -1 |

| Fecha 1 | Liga Olimpeña | 2 - 1 | Boquerón      |
| Fecha 2 | Boquerón      | 1 - 1 | Liga Olimpeña |

### Llave 4
| Equipo                  | Pts | PJ | PG | PE | PP | GF | GC | DG |
| ----------------------- | --- | -- | -- | -- | -- | -- | -- | -- |
| José G. Rodríguez de F. | 4   | 2  | 1  | 1  | 0  | 4  | 3  | 1  |
| Alberdeña               | 1   | 2  | 0  | 1  | 1  | 3  | 4  | -1 |

| Fecha 1 | Alberdeña               | 2 - 3 | José G. Rodríguez de F. |
| Fecha 2 | José G. Rodríguez de F. | 1 - 1 | Alberdeña               |

### Llave 5
| Equipo          | Pts | PJ | PG | PE | PP | GF | GC | DG |
| --------------- | --- | -- | -- | -- | -- | -- | -- | -- |
| Capiibary (p)   | 2   | 2  | 0  | 2  | 0  | 2  | 2  | 0  |
| Nueva Esperanza | 2   | 2  | 0  | 2  | 0  | 2  | 2  | 0  |

| Fecha 1 | Nueva Esperanza | 2 - 2 | Capiibary       |
| Fecha 2 | Capiibary       | 0 - 0 | Nueva Esperanza |

### Llave 6
| Equipo            | Pts | PJ | PG | PE | PP | GF | GC | DG |
| ----------------- | --- | -- | -- | -- | -- | -- | -- | -- |
| Misionera del Sur | 4   | 2  | 1  | 1  | 0  | 4  | 2  | 2  |
| Encarnacena       | 1   | 2  | 0  | 1  | 1  | 2  | 4  | -2 |

| Fecha 1 | Misionera del Sur | 1 - 1 | Encarnacena       |
| Fecha 2 | Encarnacena       | 3 - 1 | Misionera del Sur |

### Llave 7
| Equipo          | Pts | PJ | PG | PE | PP | GF | GC | DG |
| --------------- | --- | -- | -- | -- | -- | -- | -- | -- |
| San Cosmeña (p) | 3   | 2  | 1  | 0  | 1  | 2  | 3  | -1 |
| Pilarense       | 3   | 2  | 1  | 0  | 1  | 3  | 2  | 1  |

| Fecha 1 | San Cosmeña | 2 - 1 | Pilarense   |
| Fecha 2 | Pilarense   | 2 - 0 | San Cosmeña |

### Llave 8
| Equipo         | Pts | PJ | PG | PE | PP | GF | GC | DG |
| -------------- | --- | -- | -- | -- | -- | -- | -- | -- |
| Paso Yobai (p) | 3   | 2  | 1  | 0  | 1  | 2  | 1  | 1  |
| Caazapá        | 3   | 2  | 1  | 0  | 1  | 1  | 2  | -1 |

| Fecha 1 | Paso Yobai | 2 - 0 | Caazapá    |
| Fecha 2 | Caazapá    | 1 - 0 | Paso Yobai |

### Llave 9
| Equipo             | Pts | PJ | PG | PE | PP | GF | GC | DG |
| ------------------ | --- | -- | -- | -- | -- | -- | -- | -- |
| Paraguarí          | 4   | 2  | 1  | 1  | 0  | 4  | 3  | 1  |
| Liga Independencia | 1   | 2  | 0  | 1  | 1  | 3  | 4  | -1 |

| Fecha 1 | Liga Independencia | 1 - 1 | Paraguarí          |
| Fecha 2 | Paraguarí          | 3 - 2 | Liga Independencia |

### Llave 10
| Equipo       | Pts | PJ | PG | PE | PP | GF | GC | DG |
| ------------ | --- | -- | -- | -- | -- | -- | -- | -- |
| Kaarendy (p) | 3   | 2  | 1  | 0  | 1  | 3  | 6  | -3 |
| Campo 9      | 3   | 2  | 1  | 0  | 1  | 6  | 3  | 3  |

| Fecha 1 | Campo 9  | 1 - 2 | Kaarendy |
| Fecha 1 | Kaarendy | 1 - 5 | Campo 9  |

### Llave 11
| Equipo        | Pts | PJ | PG | PE | PP | GF | GC | DG |
| ------------- | --- | -- | -- | -- | -- | -- | -- | -- |
| Liga Guaireña | 6   | 2  | 2  | 0  | 0  | 5  | 3  | 2  |
| Ovetense      | 3   | 2  | 1  | 0  | 1  | 2  | 2  | 0  |
| Sanjosiana    | 0   | 2  | 0  | 0  | 2  | 2  | 4  | -2 |

| Fecha 1 | Liga Guaireña | 2 - 1 | Ovetense      |
| Fecha 2 | Ovetense      | 1 - 0 | Sanjosiana    |
| Fecha 3 | Sanjosiana    | 2 - 3 | Liga Guaireña |

### Llave 12
| Equipo         | Pts | PJ | PG | PE | PP | GF | GC | DG |
| -------------- | --- | -- | -- | -- | -- | -- | -- | -- |
| Liga Itaugüeña | 6   | 2  | 2  | 0  | 0  | 8  | 0  | 8  |
| Caraguatay     | 0   | 2  | 0  | 0  | 2  | 0  | 8  | -8 |

| Fecha 1 | Liga Itaugüeña | 6 - 0 | Caraguatay     |
| Fecha 1 | Caraguatay     | 0 - 2 | Liga Itaugüeña |

### Llave 13
| Equipo           | Pts | PJ | PG | PE | PP | GF | GC | DG |
| ---------------- | --- | -- | -- | -- | -- | -- | -- | -- |
| 3 de febrero (p) | 3   | 2  | 1  | 0  | 1  | 2  | 2  | 0  |
| Pirayuense       | 3   | 2  | 1  | 0  | 1  | 2  | 2  | 0  |

| Fecha 1 | 3 de Febrero | 1 - 0 | Pirayuense   |
| Fecha 2 | Pirayuense   | 2 - 1 | 3 de Febrero |

### Llave 14
| Equipo         | Pts | PJ | PG | PE | PP | GF | GC | DG |
| -------------- | --- | -- | -- | -- | -- | -- | -- | -- |
| Liga Luqueña   | 4   | 2  | 1  | 1  | 0  | 5  | 2  | 3  |
| Liga Arroyense | 1   | 2  | 0  | 1  | 1  | 2  | 5  | -3 |

| Fecha 1 | Liga Arroyense | 1 - 1 | Liga Luqueña   |
| Fecha 1 | Liga Luqueña   | 4 - 1 | Liga Arroyense |

## Segunda fase
|  | Octavos de final                   | Octavos de final                   | Octavos de final                   |                |   | Cuartos de final           | Cuartos de final           | Cuartos de final           |  |  | Semifinales                | Semifinales                | Semifinales                |  |  | Final                        | Final                        | Final                        |
|  | 13 de diciembre al 20 de diciembre | 13 de diciembre al 20 de diciembre | 13 de diciembre al 20 de diciembre |                |   | 10 de enero al 17 de enero | 10 de enero al 17 de enero | 10 de enero al 17 de enero |  |  | 24 de enero al 31 de enero | 24 de enero al 31 de enero | 24 de enero al 31 de enero |  |  | 7 de febrero y 14 de febrero | 7 de febrero y 14 de febrero | 7 de febrero y 14 de febrero |
|  |                                    |                                    |                                    |                |   |                            |                            |                            |  |  |                            |                            |                            |  |  |                              |                              |                              |
|  |                                    |                                    |                                    |                |   |                            |                            |                            |  |  |                            |                            |                            |  |  |                              |                              |                              |
|  |                                    |                                    |                                    |                |   |                            |                            |                            |  |  |                            |                            |                            |  |  |                              |                              |                              |
|  | Liga Olimpeña                      | 0                                  | 0                                  |                |   |                            |                            |                            |  |  |                            |                            |                            |  |  |                              |                              |                              |
|  | Liga Olimpeña                      | 0                                  | 0                                  |                |   |                            |                            |                            |  |  |                            |                            |                            |  |  |                              |                              |                              |
|  | Concepcionera                      | 6                                  | 3                                  |                |   |                            |                            |                            |  |  |                            |                            |                            |  |  |                              |                              |                              |
|  | Concepcionera                      | 6                                  | 3                                  | Concepcionera  | 2 | 1 (3)                      |                            |                            |  |  |                            |                            |                            |  |  |                              |                              |                              |
|  |                                    |                                    |                                    |                | 2 | 1 (3)                      |                            |                            |  |  |                            |                            |                            |  |  |                              |                              |                              |
|  |                                    | Liberación                         | 1                                  | 3 (4)          |   |                            |                            |                            |  |  |                            |                            |                            |  |  |                              |                              |                              |
|  | Ovetense                           | Liberación                         | 1                                  | 3 (4)          | 3 | 1 (3)                      |                            |                            |  |  |                            |                            |                            |  |  |                              |                              |                              |
|  | Ovetense                           |                                    |                                    |                | 3 | 1 (3)                      |                            |                            |  |  |                            |                            |                            |  |  |                              |                              |                              |
|  | Liberación                         | 2                                  | 4 (4)                              |                |   |                            |                            |                            |  |  |                            |                            |                            |  |  |                              |                              |                              |
|  | Liberación                         | 2                                  | 4 (4)                              | Liberación     | 2 | 2                          |                            |                            |  |  |                            |                            |                            |  |  |                              |                              |                              |
|  |                                    |                                    |                                    |                | 2 | 2                          |                            |                            |  |  |                            |                            |                            |  |  |                              |                              |                              |
|  |                                    | Kaarendy                           | 1                                  | 2              |   |                            |                            |                            |  |  |                            |                            |                            |  |  |                              |                              |                              |
|  | 3 de Febrero                       | Kaarendy                           | 1                                  | 2              | 2 | 1                          |                            |                            |  |  |                            |                            |                            |  |  |                              |                              |                              |
|  | 3 de Febrero                       |                                    |                                    |                | 2 | 1                          |                            |                            |  |  |                            |                            |                            |  |  |                              |                              |                              |
|  | Capiibary                          | 3                                  | 1                                  |                |   |                            |                            |                            |  |  |                            |                            |                            |  |  |                              |                              |                              |
|  | Capiibary                          | 3                                  | 1                                  | Capiibary      | 3 | 0 (1)                      |                            |                            |  |  |                            |                            |                            |  |  |                              |                              |                              |
|  |                                    |                                    |                                    |                | 3 | 0 (1)                      |                            |                            |  |  |                            |                            |                            |  |  |                              |                              |                              |
|  |                                    | Kaarendy                           | 3                                  | 0 (3)          |   |                            |                            |                            |  |  |                            |                            |                            |  |  |                              |                              |                              |
|  | Kaarendy                           | Kaarendy                           | 3                                  | 0 (3)          | 2 | 1 (4)                      |                            |                            |  |  |                            |                            |                            |  |  |                              |                              |                              |
|  | Kaarendy                           |                                    |                                    |                | 2 | 1 (4)                      |                            |                            |  |  |                            |                            |                            |  |  |                              |                              |                              |
|  | Liga Guaireña                      | 1                                  | 2 (2)                              |                |   |                            |                            |                            |  |  |                            |                            |                            |  |  |                              |                              |                              |
|  | Liga Guaireña                      | 1                                  | 2 (2)                              | Liberación     | 2 | 0 (3)                      |                            |                            |  |  |                            |                            |                            |  |  |                              |                              |                              |
|  |                                    |                                    |                                    |                | 2 | 0 (3)                      |                            |                            |  |  |                            |                            |                            |  |  |                              |                              |                              |
|  |                                    | Liga Itaugüeña                     | 1                                  | 1 (0)          |   |                            |                            |                            |  |  |                            |                            |                            |  |  |                              |                              |                              |
|  | Campo 9                            | Liga Itaugüeña                     | 1                                  | 1 (0)          | 4 | 1 (4)                      |                            |                            |  |  |                            |                            |                            |  |  |                              |                              |                              |
|  | Campo 9                            |                                    |                                    |                | 4 | 1 (4)                      |                            |                            |  |  |                            |                            |                            |  |  |                              |                              |                              |
|  | Paso Yobai                         | 1                                  | 5 (1)                              |                |   |                            |                            |                            |  |  |                            |                            |                            |  |  |                              |                              |                              |
|  | Paso Yobai                         | 1                                  | 5 (1)                              | Campo 9        | 1 | 1                          |                            |                            |  |  |                            |                            |                            |  |  |                              |                              |                              |
|  |                                    |                                    |                                    |                | 1 | 1                          |                            |                            |  |  |                            |                            |                            |  |  |                              |                              |                              |
|  |                                    | Liga Itaugüeña                     | 1                                  | 2              |   |                            |                            |                            |  |  |                            |                            |                            |  |  |                              |                              |                              |
|  | Misionera del Sur                  | Liga Itaugüeña                     | 1                                  | 2              | 3 | 0 (2)                      |                            |                            |  |  |                            |                            |                            |  |  |                              |                              |                              |
|  | Misionera del Sur                  |                                    |                                    |                | 3 | 0 (2)                      |                            |                            |  |  |                            |                            |                            |  |  |                              |                              |                              |
|  | Liga Itaugüeña                     | 1                                  | 2 (4)                              |                |   |                            |                            |                            |  |  |                            |                            |                            |  |  |                              |                              |                              |
|  | Liga Itaugüeña                     | 1                                  | 2 (4)                              | Liga Itaugüeña | 1 | 1                          |                            |                            |  |  |                            |                            |                            |  |  |                              |                              |                              |
|  |                                    |                                    |                                    |                | 1 | 1                          |                            |                            |  |  |                            |                            |                            |  |  |                              |                              |                              |
|  |                                    | Liga Luqueña                       | 0                                  | 0              |   |                            |                            |                            |  |  |                            |                            |                            |  |  |                              |                              |                              |
|  | Paraguarí                          | Liga Luqueña                       | 0                                  | 0              | 1 | 3                          |                            |                            |  |  |                            |                            |                            |  |  |                              |                              |                              |
|  | Paraguarí                          |                                    |                                    |                | 1 | 3                          |                            |                            |  |  |                            |                            |                            |  |  |                              |                              |                              |
|  | San Cosmeña                        | 1                                  | 1                                  |                |   |                            |                            |                            |  |  |                            |                            |                            |  |  |                              |                              |                              |
|  | San Cosmeña                        | 1                                  | 1                                  | Paraguarí      | 1 | 4                          |                            |                            |  |  |                            |                            |                            |  |  |                              |                              |                              |
|  |                                    |                                    |                                    |                | 1 | 4                          |                            |                            |  |  |                            |                            |                            |  |  |                              |                              |                              |
|  |                                    | Liga Luqueña                       | 2                                  | 4              |   |                            |                            |                            |  |  |                            |                            |                            |  |  |                              |                              |                              |
|  | José G. Rodríguez de F.            | Liga Luqueña                       | 2                                  | 4              | 1 | 0                          |                            |                            |  |  |                            |                            |                            |  |  |                              |                              |                              |
|  | José G. Rodríguez de F.            |                                    |                                    |                | 1 | 0                          |                            |                            |  |  |                            |                            |                            |  |  |                              |                              |                              |
|  | Liga Luqueña                       | 5                                  | 4                                  |                |   |                            |                            |                            |  |  |                            |                            |                            |  |  |                              |                              |                              |

- Nota: En cada llave, el equipo ubicado en la primera línea es el que ejerce la localía en el partido de vuelta.

| Campeón Liberación 1erº título |